# أوستين إدوين ديوار
أوستين إدوين ديوار هو فلاح وسياسي كندي، ولد في 24 أبريل 1912 في Indian Head, Saskatchewan ‏ في كندا، وتوفي في 15 ديسمبر 1985. نشط حزبياً في الحزب الليبرالي الكندي. وقد انتخب عضو مجلس العموم الكندي.